# باراك أوباما الأب
باراك حسين أوباما الأب (18 يونيو 1934- 24 نوفمبر 1982)، خبير اقتصادي حكومي كيني بارز، وهو والد باراك أوباما (الرئيس الرابع والأربعون للولايات المتحدة). وهو شخصية محورية في مذكرات ابنه أحلام من والدي (1995). تزوج أوباما عام 1954 وأنجب طفلين من زوجته الأولى كيزيا. تم اختياره لبرنامج خاص للالتحاق بالجامعة في الولايات المتحدة ودرس في جامعة هاواي حيث التقى بستانلي آن دنهام وتزوجها عام 1961 بعد إنجابه لابنه باراك. لكن هذا الزواج انتهى بالطلاق بعد ثلاث سنوات. بعد ذلك، تابع أوباما الأب دراساته العليا في جامعة هارفارد، حيث حصل على درجة الماجستير في الاقتصاد، قبل أن يعود إلى كينيا في عام 1964. ورأى إبنه باراك مرة أخرى عندما كان ابنه في العاشرة من عمره تقريبا.
في أواخر عام 1964، تزوج أوباما الأب من روث بياتريس بيكر، وهي امرأة يهودية أمريكية التقى بها في ماساتشوستس، وأنجبا ولدين قبل انفصالهما في عام 1971 وطلاقهما اللاحق في عام 1973. عمل أوباما في البداية في شركة نفط، قبل أن يبدأ العمل كخبير اقتصادي في وزارة النقل الكينية. حصل على ترقية إلى منصب محلل اقتصادي أول في وزارة المالية. كان من بين كادر من الشباب الكينيين الذين تلقوا تعليمهم في الغرب في برنامج يدعمه توم مبويا [الإنجليزية]. كان لدى أوباما الأب صراعات مع الرئيس الكيني جومو كينياتا، الأمر الذي أثر سلبا على حياته المهنية. فصل من العمل ووضع على القائمة السوداء في كينيا، وواجه صعوبات في الحصول على وظيفة. تعرض أوباما الأب لثلاثة حوادث سيارات خطيرة خلال سنواته الأخيرة؛ كان آخرها في عام 1982 والذي أدى إلى وفاته.

## روابط خارجية
- باراك أوباما الأب على موقع IMDb (الإنجليزية)
- باراك أوباما الأب على موقع إن إن دي بي (الإنجليزية)
- باراك أوباما الأب على موقع كينوبويسك (الروسية)